# Coenotephria molliculata
Coenotephria molliculata är en fjärilsart som beskrevs av Achille Guenée 1858. Coenotephria molliculata ingår i släktet Coenotephria och familjen mätare. Inga underarter finns listade i Catalogue of Life.